# Municipio de Holding
El municipio de Holding (en inglés: Holding Township) es un municipio ubicado en el condado de Stearns en el estado estadounidense de Minnesota. En el año 2010 tenía una población de 1139 habitantes y una densidad poblacional de 10,58 personas por km².

## Geografía
El municipio de Holding se encuentra ubicado en las coordenadas 45°43′22″N 94°26′55″O / 45.72278, -94.44861. Según la Oficina del Censo de los Estados Unidos, el municipio tiene una superficie total de 107.69 km², de la cual 105,78 km² corresponden a tierra firme y (1,77 %) 1,91 km² es agua.

## Demografía
Según el censo de 2010, había 1139 personas residiendo en el municipio de Holding. La densidad de población era de 10,58 hab./km². De los 1139 habitantes, el municipio de Holding estaba compuesto por el 99,21 % blancos, el 0,18 % eran amerindios, el 0,26 % eran asiáticos, el 0,18 % eran de otras razas y el 0,18 % eran de una mezcla de razas. Del total de la población el 0,79 % eran hispanos o latinos de cualquier raza.